# Mohîleanî, Cernihivka
Mohîleanî (în ucraineană Могиляни) este un sat în așezarea urbană Cernihivka din raionul Cernihivka, regiunea Zaporijjea, Ucraina.

## Demografie
Componența lingvistică a localității Mohîleanî
     Ucraineană (97,07%)
     Rusă (2,2%)
     Alte limbi (0,37%)
Conform recensământului din 2001, majoritatea populației localității Mohîleanî era vorbitoare de ucraineană (97,07%), existând în minoritate și vorbitori de rusă (2,2%).